# Rue Maryse-Bastié (Lyon)
Pour les articles homonymes, voir Rue Maryse-Bastié.
La rue Maryse-Bastié est une voie située dans le 8e arrondissement de Lyon, dans le quartier du Bachut.

## Situation
L'allée débute avenue des Frères-Lumière et aboutit avenue Paul-Santy. Elle est orientée nord-sud.

## Origine du nom
La rue porte le nom de Maryse Bastié (née Marie-Louise Bombec), aviatrice française née le 27 février 1898 à Limoges et morte le 6 juillet 1952 à Bron lors d'un meeting aérien.

## Histoire
Cette voie a été nommée par délibération du Conseil municipal de Lyon le 18 juin 1956. Elle s'appelait auparavant Chemin de Grange-Rouge.
Plusieurs usines ont été installées dans cette rue au XXe siècle : la fabrique de moutarde de Dijon Selecta (ouverte en 1919 et fermée en 1977), l'usine automobile Pilain, l'usine de moteurs d'avion Bronzavia, la société textile Carlhian (depuis 1983), la fonderie Bordery (depuis 1907).
Au numéro 40 de la rue Maryse Bastié, se trouve une plaque commémorative à la mémoire des victimes de la Seconde Guerre mondiale 1939-1945. Ces victimes sont liées au sabotage de l'usine Bronzavia, fabricant des moteurs pour l'armée allemande, qui se trouvait au numéro 27 chemin de Grange-Rouge. En 1956, le chemin de Grange-Rouge est devenu la rue Maryse-Bastié et l'usine Bronzavia a disparu avec l'ouverture du boulevard Jean XXIII.